# Pouzauges

Pouzauges este o comună în departamentul Vendée, Franța. În 2009 avea o populație de 5,428 de locuitori.